# Аклиматизација човека на висину
Аклиматизација на висину, је биолошки и психолосоцијални процес прилагођавања боравку и животу на висини. То је спор и постепени, физиолошки одговор организма на промену барометарског притиска ваздуха на достигнутој висини, који омогућава организму да борави и преживи у условима недовољне количине кисеоника (хипоксија) у удахнутом ваздуху.
Хипоксија, (хипобарична хипоксија), стање смањене количине кисеоника у ћелијама и ткивима, које има за последицу поремећај у функционисању органа, система и ћелија, у организму човека након успона приближно изнад 1.500 метара надморске висине. Хипоксија активира читав низ интегрисаних физиолошких промена након успона. Ове промене функција организма имају за циљ да повећају снабдевање ткива и ћелија кисеоником и најизраженије су у оним деловима тела који су директно повезани са испоруком кисеоника (а то су кардиоваскуларни и респираторни систем), али ове промене се вероватно јављају и у свим другим системима организма.

## Подела надморске висине
Према физиолошким ефектима на организам човека висина се може поделити на: ниске (0—2.440 m) и високе (изнад 2.440 m) надморске висине.

### Ниска надморска висина
Ова висина се протеже од нивоа мора до 2.440 метара и дели се у два нивоа;

##### 1. Индиферентна зона
Почиње од површине мора и протеже се до 1.525 m (5.003 ft) До ове висине атмосфере у организму човека не догађају се никакве промене са висином, а засићење хемоглобина у артеријској крви су углавном изнад 96% код здравих људи.

##### 2. Зона успешне компензације
Налази се у распону од 1.525—2.440 m (5.003—8.005 ft). У овој зони код потпуно здравих људи не дешавају се никакве промене. Засићење хемоглобина у артеријској крви је нормално и изнад 92%, а ефекти надморске висине су благи и привремени, изузев код особа са лошом физичком кондицијом код којих се могу јавити први поремећаји изазвани недостатком кисеоника (хипоксија).

### Висока надморска висина
Ова висина је изнад 2.440 метара од нивоа мора и према следећој скали дели се на три нивоа;,

##### 1. Висока
Протеже се у распону од 2.438—3.658 m (7.999—12.001 ft). На овим висинама крива засићења артеријске крви кисеоником је стрма и у распону од око 80% до 92%.

##### 2. Врло висока
Протеже се у распону од 3.658—5.487 m (12.001—18.002 ft).

##### 3. Изузетно висока
Налази се изнад 5.500 m (18.000 ft). На овим висинама засићење хемоглобина у артеријској крви (без додатног удисања кисеоника) пада на 50% са тенденцијом даљег смањења.

## Аклиматизација на висину
Временом, у току боравка на висини, низ промена у организму могу произвести стање физиолошке адаптације, познато под називом „аклиматизација“, које дозвољава човеку да на висини, на којој је аклиматизован, постигне максималну ефикасност сопствених радних, умних и физичких могућности. Још важније, са медицинске тачке, је чињеница што код правилно аклиматизоване особе изостају, тежи облици нарушавања умних и физичких способности и појава висинске болести.
Условљен, првенствено, недовољном количином кисеоника у удахнутом ваздуху на висини (хипоксија), процес аклиматизације у организму покреће следеће физиолошке механизме који обезбеђују успешну адаптацију и нормално функционисање ћелија и ткива на висини;
- Дубина дисање расте, што обезбеђује бољу вентилацију плућа.
- Притисак у артеријама плућа се повећава, што има за последицу већи прилив крви у делове плућа који обично нису у функцији за време дисања на нивоу мора.
- Организам производи више црвених крвних зрнаца (еритроцита) што доприноси већем преносу кисеоника до ткива и ћелија,
- Организам производи веће количине ензима који олакшавају ослобађање кисеоника од хемоглобина у ткивима.

Време трајања аклиматизације и њен успех је у функцији интеракције, између заједничких физиолошких карактеристике појединих људи и величине хипоксичног стреса који је одређен достигнутом висином и брзином успона, зато што је на одређеној висини, пуна аклиматизација нижа и даје само делимичну аклиматизацију у току успона од нижих ка вишим висинама.
Код већине особа на веома великим надморским висинама, 70-80% респираторних функција у аклиматизацији настаје након недељу до десет дана. А 80-90% од укупног достигнутог физиолошког нивоа аклиматизације постиже се у периоду од три недеље до месец дана. Максимално аклиматизације може да траје месецима и годинама. Неки људи са брже аклиматизују од других, али се зато одређен број људи не аклиматизују уопште. Такве особе нису погодне за ваздухопловство, војску, бављење алпинизмом итд., јер умањена способност аклиматизације њиховог организма, утиче на њихове умне и радне споосности. Такве особе најчешће оболевају од висинске болести, и треба их сматрати за физички профил са ограничим способностима за боравак на великим висинама. Нажалост, не постоји поуздан начин да се идентификују ови појединци, осим по њиховом искуству током претходних излагања висини (анамнеза), или након опсежно спроведеног хипоксичног теста у симулираним условима у хипобаричној комори.
Хипоксија не изазива само поремећај дисања и менталну депресију, него јако умањује и радну способност мишића. То се не односи само на скелетне мишиће већ и на срчани мишић, због чега је максимални ниво минутног волумена срца снижен. 
| „ | Према Гајтону, смањена радна способност директно је пропорционална смањењу максималног примања кисеоника које тело може да оствари. | ” |

 То се најбоље може илустровати приказом у овој табели.
| Радна способност изражена у процентима на висини |                                                      |
| Висина | Радна способност у %                                 |
| Неаклиматизован на 5.000 метара | 50%                                                  |
| Аклиматизован током 2 месеца на 5.000 метара | 68%                                                  |
| Домородац који живи на 4.500 метара а ради на 5.000 метара. Напомена: чилеански рудари раде у рудницима на висини између 4.000 и 5.000 метара висине, где су изложени повременој хипоксији (4-8 дана рада на висини, 4-8 дана се одморају на нивоу мора. | 87%                                                  |
| Непалски шерпаси на Хималајима на 9.000 метара | Могу провести више сати без кисеоника на овој висини |

## Деаклиматизација на висину
Једном савладана аклиматизација одржава се докле год човек остаје на достигнутој висини, али се губи по повратку на ниже надморске висине. Изложеност већим висинама ће подстаћи даљу аклиматизацију, али спуштање на нижу висину изазваће губитак аклиматизације. Овај губитак аклиматизације се често назива „деаклиматизација“.
Аклиматизација ће се изгубити и вратити на приближно исти ниво, на коме се особа налазила пре успона, тако да особе које су боравиле на висини, губе око 80-90% способности достигнуте аклиматизација у прве три до четири недеље након повратка са висине.

## Патофизиологија[5][10][11]
Физиолошке промене које изазива аклиматизација на висину утичу на све фазе промета кисеоника, од размене у плућима до дифузије кисеоника у митохондријама и ћелијама. Прва последица смањења алвеоларног кисеоника на великим висинама, је пад парцијалног притиска и смањење садржаја кисеоника у артеријској крви што изазива надражај периферних и централних хеморецептора. Овај учинак настаје када се у удахнутом ваздуху 2 смањи на око 122 mmHg или више, на висини већој од (1.524 m). Осетљивост периферних хеморецептора је, највероватније, генетски одређена, и строго је индивидуална карактеристика сваке особе, али може бити и модификован од стране;
- Стимулатора метаболизма, као што су кофеин и какаоа.
- Респираторних стимулатора, као што су прогестерон.
- Респираторних депресора као што је алкохол или лекове за спавање.
- Разних других фактора.

Стимулацијом хеморецептора настаје повећање вентилације у плућима, која делимично повећава притисак кисеоника у алвеолама и смањењује парцијални притисак угљен-диоксида у артеријској крви.
Изнад (2.438 метара), повећана вентилација не успева да у потпуности компензује смањен садржај кисеоникау инспирисаном (удахнутом) ваздуху, што има за последицу смањење садржаја кисеоника у артеријској крви, који је пропорционалан достигнутој висини. Недостатак кисеоника у артеријској крви наставља стимулацију хеморецептор, међутим даља хипервентилација узрокује респираторну алкалозу, која тежи да ограничи повећану вентилацију током даљег излагања висини.
У току од неколико дана боравка на висини, бубрези компензирају повећану респираторну алкалозу излучивањем бикарбоната, што „одмара“ вентилацију и спречава њен даљи раст и стимулацију хеморецептора, а свој максимални учинак достиже након 7 до 10 дана. Након даљег успона, процес се понавља у мањем степену уз даље повећање вентилације. Повећана вентилација је главни механизам којим организам побољшава ниво снабдевености органа, ткива и ћелија кисеоником током аклиматизације на висину.
Следећи облик испоруке кисеоника до ткива, на који утиче хипоксична хипоксија, је транспорт кисеоника из плућа до ткива и ћелија. Промене се јављају како на крвним судовима кроз који се транспортује кисеоник, тако и на срцу које је одговорно за дистрибуцију крви њеним упумпавање у крвне судове.
Неколико часова након успона долази до смањење волумена плазме за око 10-20% које је изазвано кретањем течности из крвних судова у међућелијске и интерстицијалне просторе у ткивима. У особа које се нормално аклиматизују, та течност се из ткива брзо излучује преко бубрега. Као резултат губитка волумен плазме, релативно расте концентрација хемоглобина и његова ефикасност преноса кисеоника, без апсолутног повећања броја црвених крвних ћелија (еритроцита) у крви. Иако стимулација еритропоетина настаје само неколико часова од почетка излагања организма висини, повећана производња црвених крвних ћелија је мерљива тек након неколико недеља.
Волумен плазме има тенденцију да се опорави након продуженог (недеља до месец дана) излагањ висини, али истовремено хематокрит и концентрација кисеоника у крви остају високи због повећане продукције и повећаног броја црвени крвних ћелија (еритроцита).
Најзначајније висином индуковане промене циркулације, повезане су могућим изменама протока крви у срцу мозгу и плућима. Срчани проток је иницијално повећан, због хипоксијом изазване стимулације нервног система и повећане активности симпатикуса. Повећање срчаног рада је у функција спречавања настанка срчаног и мождани удар, који може настати због смањеног обима циркулације у овим органима, првенствено изазвано губитком волумена плазме. Симпатичка активност такође изазива, повећање системског (артеријског) крвног притисак, периферну вазоконстрицију и повећан базални метаболизам.
Ако је трајање излагања висини дуже од три недеље, активности у организму опадају и волумен плазме има тенденцију да се опорави. Као резултат тих промена, рад срца се смањује и приближава вредностима на нивоу мора. Равнотежа ових промена довешће до смањења срчаног рада током времена, мада је он и даље увек изнад вредности на нивоу мора у мировању, и током субмаксималног физичког оптерећења. С друге стране, максимални рад срца се смањује пропорционално надморској висини и тако остаје све време након успешне аклиматизације. Због тога је максимална радна способност организма ограничена све време излагања висини. Мождани проток крви је у функцији равнотеже између висином индуковане вазодилатације и хипокапнијом индукованом хипоксијом (вазоконстрикције индуковане хипервентилацијом). Мождани проток, се знатно спорије враћа на вредности које је имао на нивоу мора у току аклиматизације.
Висином изазване промене у циркулацији плућа, карактерише плућна хипертензија, због повећаног отпора у плућним артеријама. Адаптивна функција ових промена је нејасна, али то може да побољша вентилацију и обезбеди одговарајућу перфузију. Вредност повећања притиска у плућним артеријама је донекле сразмерна величини хипоксији, и сви чиниоци који смањују ниво кисеоника у крви имају тенденцију да преувеличају повећање артеријског притиска у плућима. У те чиниоце спадају и физичко вежбање, изложеност хладноћи и апнеја за време спавања, који су слични онима на висини.
Након завршетка процеса излагања висини, транспорт кисеоника у ткива је олакшана захваљујући хипоксији; која је стимулисала повећање броја црвених крвних зрнаца. Пораст „заменом“ криве засићења хемоглобина кисеоником надесно, што омогућава еритроцитима да се лакше ослободе кисеоника у ткивима. На великим висинама, висок учинак, је противтежа респираторној алкалози која настоји да помери криву улево, што олакшава пријем кисеоника у еритроцитима на нивоу плућа и отежано ослобађање у ткивима. Међутим, на екстремним висинама преовладава појава тешке респираторне алкалозе, и крива ацидо-базне равнотеже се помера улево. Овај помак омогућава значајно повећање засићења хемоглобина у еритроцитима за дати алвеоларни притисак кисеоника на екстремним висинама.
Иако није у потпуно истражен, број висином изазваних промена код људи, вероватно се оне јављају и на нивоу ткива. Сматра се да повећана капиларне густине и број митохондрија у мишићном ткиво има значајан утицај. Ове промене су повезане са смањењеном количином кисеоника који треба да дифузијом из крви доспе до митохондрија. Поред тога, могу постојати промене у ензимским процесима одговорним за ефикасније искоришћење у ћелијама испорученог кисеоника.
След физиолошких промена које изазива аклиматизација на висини захтева одређено време. Као што је већ наведено, време потребно да се нека особа аклиматизује дефинисано је брзином успона и достигнутом надморском висином;
- На нижим надморским висинама или током спорог успона, степен хипоксије је благ и довољан да настану релативно мале физиолошке промене које минимизирају перформанси организма изложеног висини.
- На већим висинама или током брзог успона, аклиматизација траје дуже, јер је степен хипоксије повећан, што захтева низ обимнијих физиолошких промена, за које је потребно много више времена да би се окончао процес аклиматизације.
- На екстремним висинама, степен хипоксичне хипоксије је толико озбиљан да физиолошке промене не могу да надокнаде недостатак кисеоника и зато се на тим висинама не постиже потпуна аклиматизација.

## Медицински поремећаји у аклиматизацији
Медицинске поремећаји у планинском окружењу, могу се сврстати у три широке категорије;
- Поремећаји инастали као последица хипоксичне хипоксије, (висинска болест и њене компликације-(види табелу)
- Поремећаји изазвани еколошким факторима, осим смањења амбијенталног кисеоника, (нпр. промрзлине, снежно слепило или повреде)
- Погоршање постојећих медицинских стања.

| Назив  | Диференцијална дијагноза |
| (енгл. | Болест се карактерише следећим симптомима; - Главобоља и најмање још један од следећих симптома; - Гастроинтестинални (анорексија, мучнина или повраћање) - Умор или слабост - Вртоглавица или несвестица - Тешкоће са спавањем                                                                             |
| (енгл. | Карактерише се следећим симптомима и знацима; - Симптоми (најмање два); - Диспнеја у мировању. - Кашаљ - Слабост или умањена физичка способност. - Стезање у грудима или загушење - Знаци (најмање два); - Крчање или шиштање у најмање једном плућном крилу - Централна цијаноза - Тахипнеја - Тахикардија |
| (енгл. | Може се сматрати као „крајња фаза“ у развоју висиснске болести са следећим карактеристикама; - Промене у менталном статусу и/или атаксија код оболелих са () или, - Промене у менталном статусу и/или атаксија код лица без знакова ()                                                                      |

## Превенција[22]
Процес правилне аклиматизације, захтева примену мера превенције, како не би дошло до појаве висинске болести, која у суштини настаје као последица лоше спроведене аклиматизације, или индивидуалне неспособности појединих људи за боравак на висини.

#### Основне смернице за правилну аклиматизацију
1. Избегавати летове или вожњу, директно на високе нивое (почетна висина, успона мора бити испод 3.048 m (10.000 ft) одакле се наставља успон ходањем.
2. Ако се на високу надморску висину долази директно авионом или аутом први дан треба избегавати телесне напоре и даљи успон.
3. Ако је задата висина изнад 3.048 m (10.000 ft), повећање висине на би требало да буде веће од 305 m (1.001 ft) дневно, а након сваких 915 m (3.002 ft) успона потребан је један дан одмора.
4. „Пењи се високо, спавај ниско“ је алпинистичка узречица и савет који дефинише да се након успона од 305 m (1.001 ft) у току дана, треба предвече, вратити на спавање на нижим висинама.
5. У случају појаве почнетних симптома висинске болести, на умереним висина, треба привремено стати са даљим успоном или ако су израженији, одмах започети спуштање на нижу висину.[23]
6. Ако се симптоми интензивирају, обустаавља се дањи успон и одмах се започиње са спуштањем.
7. Треба имати у виду да различити људи имају и различиту способност аклиматизације на различитим висинама. Таквим особама се ограничава даљи успон све до правилно спроведене аклиматизације.[24]
8. Употреба течности мора бити редовна и контролисана.[25] Аклиматизација је често праћен губитком течности, тако да постоји могућност појаве симптома дехидратације. Унос течности, за правилну хидратацију мора да буде најмање 3-4 литара дневно, а измокравање урина стално и обилно.[24]
9. По доласку на задату висину не треба се превише напрезати. Све активности треба обавњати у току дана и избегавати дуга спавања јер се током спавања, погоршавају симптоми висинских поремећаја.
10. Употребу дувана, алкохола и дроге, треба искљчити.
11. Употреба седатива, барбитурата, и других лекова за спавање се не препоручује, јер ови лекови утичу на даље смањење респираторних функција током спавања, што може резултовати погоршањем симптома.
12. Исхрана на висини мора бити богата угљеним хидратима (са више од 70% калорија из угљених хидрата).[26]

Ако и поред свих предузетих мера, поједине особа, не испољавају знаке адаптације или праљвилне аклиматизације на достигнутој висини, већ развииајају почетне симптоме висинске болести, таквим особама се забрањује даљи успон. Такву особу у присуству пратиоца такве што пре спустити на почетну висину, на којој није испољавала симптоме поремећаја у организму.